# Jim Thomas (cestista)
James Edward Thomas, detto Jim (Lakeland, 19 ottobre 1960), è un ex cestista e allenatore di pallacanestro statunitense, professionista nella NBA, in Argentina, Cile e Spagna.
È il padre di Sthefany e Erik Thomas.

## Carriera
Venne selezionato dagli Indiana Pacers al secondo giro del Draft NBA 1983 (40ª scelta assoluta).
Con gli Stati Uniti ha disputato i Campionati mondiali del 1982.

## Palmarès
- Campione NCAA (1981)
- Campione CBA (1993)
- CBA Playoff MVP (1993)
- CBA All-Defensive Second Team (1986)
- WBL All-Defensive Team (1988)